# وینچنزو آلبرتو آنزه
وینچنزو آلبرتو آنزه (انگلیسی: Vincenzo Alberto Annese؛ زادهٔ ۲۲ سپتامبر ۱۹۸۴) بازیکن فوتبال اهل ایتالیا است.
از باشگاه‌هایی که در آن بازی کرده‌است می‌توان به باشگاه فوتبال ونتزیا اشاره کرد.